# Dystrykt Beja
Dystrykt Beja (port. Distrito de Beja IPA: /'bɛʒɐ/) – jednostka administracyjna pierwszego rzędu w południowej Portugalii.
Ośrodkiem administracyjnym dystryktu jest miasto Beja. Położony jest na terenie regionu Alentejo, graniczy od północy z dystryktami Évora i dystryktem Setúbal, od wschodu graniczy z Hiszpanią a od południa z dystryktem Faro. Powierzchnia dystryktu wynosi 10 225 km², zamieszkuje go 161 211 osób, gęstość zaludnienia wynosi 16 os./km².
W skład dystryktu Beja wchodzi 14 gmin:
- Aljustrel
- Almodôvar
- Alvito
- Barrancos
- Beja
- Castro Verde
- Cuba
- Ferreira do Alentejo
- Mértola
- Moura
- Odemira
- Ourique
- Serpa
- Vidigueira